# Empresa de los Ferrocarriles del Estado
Empresa de los Ferrocarriles del Estado er Chiles nationale jernbaneselskab.